# Vicalvi
Vicalvi – miejscowość i gmina we Włoszech, w regionie Lacjum, w prowincji Frosinone.
Według danych na rok 2004 gminę zamieszkiwało 801 osób, 100,1 os./km².